# Vuurtoren van Harlingen
De Vuurtoren van Harlingen of Harlinger Vuurtoren is de vuurtoren van de stad Harlingen in de Nederlandse provincie Friesland. Vanuit de toren werd het scheepvaartverkeer langs de Pollendam begeleid. In 2023 was de vuurtoren een decorstuk van de finale van The Passion.

## Beschrijving
De vuurtoren werd tussen 1920 en 1922 gebouwd door de gebroeders G. & A. Broersma naar ontwerp van Otto Jelsma, dezelfde ontwerper als de vuurtoren van Noordwijk aan Zee. Het verving een zeskantige houten geelbruin gestreepte vuurtoren op dezelfde plaats. Oorspronkelijk had de toren geen witte pleisterlaag. Deze is pas in 1971 aangebracht.
De toren had een vast wit licht van 6.500 candela met een rode sector. De vuurtoren had een lichthoogte van 21 meter boven zeeniveau en had een bereik van 13 zeemijlen. Het licht van de vuurtoren werd in 1998 definitief gedoofd. De vaargeulen en havenmond waren aangepast waardoor de vuurtoren na 75 jaar zijn functie verloor.
In 1998 is de toren in particuliere handen gekomen. De toren werd verbouwd tot eenkamerhotel. Om dit te kunnen bewerkstelligen is er een extra verdieping tussen de toren en het lichthuis gezet. Het ontwerp hiervoor was van de architect B. Pietersma. Vanuit het lichthuis heeft men een uitzicht van 24 meter boven gemiddeld hoogwater. Op de begane grond is het oude optiek van de toren te vinden.